# Sudbury Five
I Sudbury Five sono una società di pallacanestro canadese con sede a Greater Sudbury, nell'Ontario.
Nacquero nel 2018 per partecipare al campionato della NBL Canada.

## Stagioni
| Stagione | Lega       | Denominazione | V  | P  | %    | Piazzamento | Play-off               |
| -------- | ---------- | ------------- | -- | -- | ---- | ----------- | ---------------------- |
| 2018-19  | NBL Canada | Sudbury Five  | 21 | 19 | 52,5 | 3º          | Semifinali di division |
| 2019-20  | NBL Canada | Sudbury Five  | 13 | 10 | 56,5 | 2º          | stagione interrotta    |